# 阿布里科西夫卡 (扎波罗热州)
47°18′5″N 35°22′28″E / 47.30139°N 35.37444°E
阿布里科西夫卡（烏克蘭語：Абрикосівка）是位於烏克蘭東南部的村莊，由扎波羅熱州瓦西里夫卡區的羅茲多爾市鎮負責管轄。該村始建於1921年，面積0.34平方公里，海拔高度83米，2001年人口80，人口密度每平方公里235.3人。